# Maryan Wisniewski
Maryan Wisniewski (1. února 1937 Calonne-Ricouart – 4. března 2022) byl francouzský fotbalista, útočník.

## Fotbalová kariéra
Hrál za RC Lens, UC Sampdoria, AS Saint-Étienne, FC Sochaux-Montbéliard a Grenoble Foot 38. Ve francouzské Ligue 1 nastoupil ve 415 utkáních a dal 113 gólů. V Poháru mistrů evropských zemí nastoupil v 1 utkání. Za reprezentaci Francie nastoupil v letech 1955-1963 ve 33 utkáních a dal 12 gólů. Byl členem reprezentace Francie na Mistrovství světa ve fotbale 1958, kde Francie obsadila třetí místo, nastoupil ve všech 7 utkáních a dal 3 góly. Byl členem reprezentace Francie na Mistrovství Evropy ve fotbale 1960, kde Francie obsadila čtvrté místo, nastoupil ve 2 utkáních a dal 1 gól.

## Ligová bilance
| Ročník          | Zápasy | Góly | Klub                   |
| --------------- | ------ | ---- | ---------------------- |
| Ligue 1 1953/54 | 11     | 4    | RC Lens                |
| Ligue 1 1954/55 | 26     | 14   | RC Lens                |
| Ligue 1 1955/56 | 33     | 13   | RC Lens                |
| Ligue 2 1956/57 | 33     | 17   | RC Lens                |
| Ligue 1 1957/58 | 28     | 93   | RC Lens                |
| Ligue 1 1958/59 | 18     | 3    | RC Lens                |
| Ligue 1 1959/60 | 23     | 5    | RC Lens                |
| Ligue 1 1960/61 | 34     | 10   | RC Lens                |
| Ligue 1 1961/62 | 35     | 9    | RC Lens                |
| Ligue 1 1962/63 | 36     | 9    | RC Lens                |
| Serie A 1963/64 | 21     | 4    | UC Sampdoria           |
| Ligue 1 1964/65 | 13     | 2    | AS Saint-Étienne       |
| Ligue 1 1965/66 | 35     | 10   | AS Saint-Étienne       |
| Ligue 1 1966/67 | 25     | 5    | FC Sochaux-Montbéliard |
| Ligue 1 1967/68 | 36     | 2    | FC Sochaux-Montbéliard |
| Ligue 1 1968/69 | 29     | 1    | FC Sochaux-Montbéliard |
| Ligue 2 1969/70 | 27     | 4    | Grenoble Foot 38       |
| CELKEM Ligue 1  | 415    | 113  |                        |
| CELKEM Serie A  | 21     | 4    |                        |